# Blawnox
Blawnox è un comune (borough) degli Stati Uniti d'America, nella contea di Allegheny nello Stato della Pennsylvania. Secondo il censimento del 2010 la popolazione è di 1.432 abitanti.
La cittadina, sorta alla fine del XVIII secolo, si è chiamata Hoboken per poi cambiare il nome nell'attuale Blawnox per distinguersi dall'omonima città del New Jersey, su proposta dei vertici dell'accieria Blaw-Knox Steel Construction Co., con sede nel comune.

## Società

### Evoluzione demografica
La composizione etnica vede una prevalenza della razza bianca (92,9%), seguita da quella asiatica (4,0%), dati del 2010.
| borough di Blawnox Popolazione |       |
| 2000                           | 1.550 |
| 2010                           | 1.432 |